# Les Greatest Hits
Les Greatest Hits é o quinto álbum e a primeira coletânea da banda sueca Army of Lovers, O álbum traz três novas canções: Give My Life, Venus and Mars e Requiem e com uma musica solo de La Camilla.
Foi lançado em duas versões a europeia em 1995 e a do reino unido em 1996.A versão do reino unido contém as mesmas músicas, com exceção da Stand Up for Myself que foi substituído pela nova música King midas.
O álbum conta com o retorno de La Camilla ao grupo substituindo Michaela Dornonville de la Cour.

## faixas

### Versão Europeia
1. Give My Life (3:54)
2. Venus and Mars (3:30)
3. My Army of Lovers (3:29)
4. Ride the Bullet (3:28)
5. Supernatural (3:57)
6. Crucified (3:33)
7. Obsession (3:41)
8. Candyman Messiah (3:10)
9. Judgment Day (3:58)
10. Everytime You Lie (3:12).
11. Israelism (3:22)
12. La Plage de Saint Tropez (3:32)
13. I Am (3:55)
14. Lit de Parade (Radio edit) (3:28)
15. Sexual Revolution (Latin radio edit) (3:58)
16. Life Is Fantastic (4:00)
17. Stand Up for Myself (3:59)
18. Requiem (4:31)

### Versão do Reino Unido
1. Give My Life (3:54)
2. Venus and Mars (3:30)
3. My Army of Lovers (3:29)
4. Ride the Bullet (3:28)
5. Supernatural (3:57)
6. Crucified (3:33)
7. Obsession (3:41)
8. Candyman Messiah (3:10)
9. Judgment Day (3:58)
10. Everytime You Lie (3:12).
11. Israelism (3:22)
12. La Plage de Saint Tropez (3:32)
13. I Am (3:55)
14. Lit de Parade (3:28)
15. Sexual Revolution (3:58)
16. Life Is Fantastic (4:00)
17. King Midas (3:57)
18. Requiem (4:31)